# Халдия
Халдия (на гръцки: Χαλδία) е византийска военно-административна област (тема) в североизточна Мала Азия със столица Трапезунд (днес Трабзон). Обособена е от по-голямата тема Армениакон през първата половина на IX и просъществува до втората половина на XI век.
През XIII век областта е включена в Трапезундската империя. Завладяна е от османците през 1479 г.

## Управители на Халдия
- Теофил Куркуас – 20–40-те години на X век